# Soldier of Love (album)
Pour les articles homonymes, voir Soldier of Love.
Albums de Sade
Lovers Live
(2002) The Ultimate Collection
(2011)
Singles
1. Soldier of Love
Sortie : 11 janvier 2010
2. Babyfather
Sortie : 13 avril 2010
3. The Moon and the Sky
Sortie : 24 août 2010

Soldier of Love est le sixième album studio de Sade, sorti en France le 8 février 2010. 
C'est le premier album studio du groupe britannique depuis l'album à succès Lovers Rock sorti en 2000. Le premier single, Soldier of Love, est apparu sur Internet le 8 décembre 2009.

## Liste des titres
Toutes les chansons sont écrites et composées par Sade Adu.
| No  | Titre                | Musique                                     | Durée |
| --- | -------------------- | ------------------------------------------- | ----- |
| 1.  | The Moon and the Sky | Adu, Stuart Matthewman, Andrew Hale         | 4:28  |
| 2.  | Soldier of Love      | Adu, Hale, Matthewman, Paul S. Denman       | 5:59  |
| 3.  | Morning Bird         | Adu, Hale, Matthewman                       | 3:55  |
| 4.  | Babyfather           | Adu, Juan Janes, Andrew Nichols, Matthewman | 4:40  |
| 5.  | Long Hard Road       | Adu, Janes, Nicholls                        | 3:03  |
| 6.  | Be That Easy         | Adu, Matthewman                             | 3:41  |
| 7.  | Bring Me Home        | Adu, Matthewman, Hale                       | 4:09  |
| 8.  | In Another Time      | Adu, Matthewman, Hale                       | 5:06  |
| 9.  | Skin                 | Adu, Matthewman, Hale, Denman               | 4:13  |
| 10. | The Safest Place     | Adu, Hale                                   | 2:46  |

## Sorties
| Pays       | Date           | Format             | Label    |
| ---------- | -------------- | ------------------ | -------- |
| Allemagne  | 5 février 2010 | CD, Téléchargement | Sony BMG |
| Monde      | 8 février 2010 | CD, Téléchargement | RCA      |
| États-Unis | 9 février 2010 | CD, Téléchargement | Sony BMG |

## Certifications
| Pays        | Association  | Certification | Ventes     |
| ----------- | ------------ | ------------- | ---------- |
| Allemagne   | BVMI         | Or            | 100 000+   |
| Autriche    | IFPI         | Or            | 10 000+    |
| Belgique    | BEA          | Or            | 15 000+    |
| Brésil      | ABPD         | Or            | 20 000+    |
| Canada      | Music Canada | Platine       | 80 000+    |
| États-Unis  | RIAA         | Platine       | 1 300 000+ |
| Grèce       | IFPI Greece  | Platine       | 6 000+     |
| Hongrie     | Mahasz       | 2 × Platine   | 12 000+    |
| Italie      | FIMI         | Or            | 30 000+    |
| Pologne     | ZPAV         | Diamant       | 100 000+   |
| Royaume-Uni | BPI          | Or            | 100 000+   |
| Russie      | NFPF         | 2 × Platine   | 20 000+    |
| Suède       | GLF          | Or            | 20 000+    |
| Suisse      | IFPI         | Platine       | 30 000+    |